# Knut Hahnsskolan
Knut Hahnsskolan är en kommunal gymnasieskola i Ronneby kommun i Blekinge län. Tillsammans med Naturbruksgymnasiet är Knut Hahnsskolan den enda gymnasieskolan i Ronneby kommun. Skolan är uppkallad efter professorn och biskopen Canutus Hahn. Skolan har runt 800 elever och runt 110 som är personal varav omkring 80 är lärare. Skolans Hantverksprogrammet har sina praktiska ämnen på Knut Hahn västra. På Knut Hahnsskolan finns också den kommunala grundläggande och gymnasiala vuxenutbildningen.

## Utbildningsprogram
- Barn- och fritidsprogrammet
- Elprogrammet
- Estetiska programmet
- Flygteknikutbildningen
- Handels- och administrationsprogrammet
- Hantverksprogrammet
- Industriprogrammet
- Naturvetenskapsprogrammet
- Samhällsvetenskapsprogrammet
- Teknikprogrammet
- Introduktionsprogrammet
- Vuxenutbildningen KH